# マリア・ムトラ
マリア・ムトラ（Maria de Lurdes Mutola, 1972年10月27日 - ）は、モザンビークの陸上競技選手である。オリンピックや世界選手権において数々のタイトルを獲得した選手である。

## 経歴
ムトラは、マプト州のチャマンクロ(Chamanculo)出身である。鉄道員の父と商売を行っていた母との間に誕生した。小さい頃はサッカーの選手として才能を有していたが、モザンビークには女子のチームがないため男の子たちと一緒に行っていた。
1988年、彼女はソウルオリンピックの前に開催されたアフリカ陸上競技選手権大会に出場し、800mで銀メダルを獲得する。その後、ソウルオリンピックの女子800mに出場し、2分4秒36の自己ベストを記録するも、予選の最下位であった。このときまだ彼女は15歳であった。

### バルセロナオリンピック
1991年に東京で開催された世界選手権に出場した。この大会で、ムトラは1分57秒63の世界ジュニア記録（当時）を樹立して4位に入賞し世界を驚かせた。このときは、最後の数メートルのところでルーマニアのエラ・コバクス選手と接触し、コバクス選手はゴール前で転倒してしまった。また、優勝したリリヤ・ヌルトディノワ選手もバランスを崩したムトラ選手に押されてゴール後に転倒してしまうという激しいレースであった。
1992年バルセロナオリンピックにも出場した。この大会は彼女にとって、また、モザンビーク初のメダルの期待が高まる大会であった。しかし、最後の直線で彼女は失速し、金メダルのオランダのエレン・ファンランゲンに抜かされ5位に終わってしまう。また、バルセロナオリンピックでは、彼女は唯一となった1500mにもエントリーし、9位という結果であった。バルセロナオリンピックの後に開催されたワールドカップでは、800mで金メダルを獲得し、この年ファンランゲンに勝った唯一の選手となった。
この後何年間かは、女子800mはムトラの独擅場となった。1993年、1995年の世界室内選手権を制し、1993年の世界選手権は2位に2秒以上の大差で圧勝した。1995年の世界選手権は、準決勝で走路違反により失格したものの、その数週間後に今度は1000mで女性初となる2分30秒の壁を破る世界新記録を樹立した。

### アトランタオリンピック
1996年アトランタオリンピックでは、ムトラは絶対的な優勝候補であった。1992年から続けていた800mと1000mの連勝記録も40を超えていた。しかし、オリンピックでは風邪からくる体調不良により、スベトラーナ・マステルコワ（ロシア）とアナ・フィデリア・キロット（キューバ）に次ぐ銅メダルに終わってしまった。同じ年には、マステルコワに1000mの世界記録も破られてしまった。

### シドニーオリンピック
2000年シドニーオリンピックで、ムトラは、ライバルと目されていたステファニー・グラフ（オーストリア）やケリー・ホームズ（イギリス）を下し、はじめての金メダルを獲得する。彼女はオリンピックで金メダルを獲得した後、モザンビークに帰国した。母国では、大勢の群集から彼女は祝福され、モザンビークの首都であるマプトの通りには彼女の名がつけられた。

### アテネオリンピック
ムトラは、2004年アテネオリンピックの800mでも、女性として初となる連覇を狙っていた。しかし彼女は太ももをけがしていたため、結果はメダル獲得ならず4位という結果に終わった。ゴール直前まで金メダルを獲得できる位置にいたが、金メダルを獲得したケリー・ホームズら3選手に追い抜かれてしまった。

## 主な実績
| 年   | 大会                               | 場所                               | 種目         | 結果     | 記録      |
| ---- | ---------------------------------- | ---------------------------------- | ------------ | -------- | --------- |
| 1988 | アフリカ選手権                     | アナバ（アルジェリア）             | 800m         | 2位      |           |
| 1988 | オリンピック                       | ソウル（大韓民国）                 | 800m         | 予選落ち | 2分4秒36  |
| 1990 | アフリカ選手権                     | カイロ（エジプト）                 | 800m         | 1位      |           |
| 1990 | アフリカ選手権                     | カイロ（エジプト）                 | 1500m        | 1位      |           |
| 1991 | オールアフリカゲームズ             | カイロ（エジプト）                 | 800m         | 1位      | 2分4秒02  |
| 1991 | 世界選手権                         | 東京（日本）                       | 800m         | 4位      | 1分57秒63 |
| 1992 | オリンピック                       | バルセロナ（スペイン）             | 800m         | 5位      | 1分57秒49 |
| 1992 | オリンピック                       | バルセロナ（スペイン）             | 1500m        | 9位      | 4分2秒60  |
| 1992 | IAAF陸上ワールドカップ             | ハバナ（キューバ）                 | 800m         | 1位      | 2分0秒47  |
| 1992 | IAAF陸上ワールドカップ             | ハバナ（キューバ）                 | 4×400mリレー | 3位      |           |
| 1993 | 世界室内選手権                     | トロント（カナダ）                 | 800m         | 1位      | 1分57秒55 |
| 1993 | 世界選手権                         | シュトゥットガルト（ドイツ）       | 800m         | 1位      | 1分55秒43 |
| 1993 | IAAFグランプリファイナル           | ロンドン（イギリス）               | 800m         | 1位      | 1分57秒35 |
| 1993 | アフリカ選手権                     | ダーバン（南アフリカ共和国）       | 800m         | 1位      |           |
| 1994 | IAAF陸上ワールドカップ             | ロンドン（イギリス）               | 800m         | 1位      | 1分58秒27 |
| 1995 | 世界室内選手権                     | バルセロナ（スペイン）             | 800m         | 1位      | 1分57秒62 |
| 1995 | オールアフリカゲームズ             | ハラーレ（ジンバブエ）             | 800m         | 1位      | 1分56秒99 |
| 1995 | IAAFグランプリファイナル           | モンテカルロ（モナコ）             | 800m         | 1位      | 1分55秒72 |
| 1996 | オリンピック                       | アトランタ（アメリカ合衆国）       | 800m         | 3位      | 1分58秒71 |
| 1997 | 世界室内選手権                     | パリ（フランス）                   | 800m         | 1位      | 1分58秒96 |
| 1997 | 世界選手権                         | アテネ（ギリシャ）                 | 800m         | 3位      | 1分57秒59 |
| 1997 | IAAFグランプリファイナル           | 福岡（日本）                       | 800m         | 2位      | 1分56秒93 |
| 1998 | コモンウェルスゲームズ             | クアラルンプール（マレーシア）     | 800m         | 1位      | 1分57秒60 |
| 1998 | IAAF陸上ワールドカップ             | ヨハネスブルグ（南アフリカ共和国） | 800m         | 1位      | 1分59秒88 |
| 1998 | アフリカ選手権                     | ダカール（セネガル）               | 800m         | 1位      |           |
| 1999 | 世界室内選手権                     | 前橋（日本）                       | 800m         | 2位      | 1分57秒17 |
| 1999 | 世界選手権                         | セビリア（スペイン）               | 800m         | 2位      | 1分56秒72 |
| 1999 | IAAFグランプリファイナル           | ミュンヘン（ドイツ）               | 800m         | 1位      | 1分59秒10 |
| 1999 | オールアフリカゲームズ             | ヨハネスブルグ（南アフリカ共和国） | 800m         | 1位      | 1分59秒73 |
| 2000 | オリンピック                       | シドニー（オーストラリア）         | 800m         | 1位      | 1分56秒15 |
| 2001 | 世界室内選手権                     | リスボン（ポルトガル）             | 800m         | 1位      | 1分59秒74 |
| 2001 | 世界選手権                         | エドモントン（カナダ）             | 800m         | 1位      | 1分57秒17 |
| 2001 | IAAFグランプリファイナル           | メルボルン（オーストラリア）       | 800m         | 1位      | 1分59秒78 |
| 2002 | コモンウェルスゲームズ             | マンチェスター（イギリス）         | 800m         | 1位      | 1分57秒35 |
| 2002 | アフリカ選手権                     | ラデス（チュニジア）               | 800m         | 1位      | 2分3秒11  |
| 2002 | IAAF陸上ワールドカップ             | マドリード（スペイン）             | 800m         | 1位      | 1分58秒60 |
| 2003 | 世界室内選手権                     | バーミンガム（イギリス）           | 800m         | 1位      | 1分58秒94 |
| 2003 | 世界選手権                         | パリ（フランス）                   | 800m         | 1位      | 1分59秒89 |
| 2003 | IAAFワールドアスレチックファイナル | モンテカルロ（モナコ）             | 800m         | 1位      | 1分59秒59 |
| 2004 | 世界室内選手権                     | ブダペスト（ハンガリー）           | 800m         | 1位      | 1分58秒50 |
| 2004 | オリンピック                       | アテネ（ギリシャ）                 | 800m         | 4位      | 1分56秒51 |
| 2006 | 世界室内選手権                     | モスクワ（ロシア）                 | 800m         | 1位      | 1分58秒90 |
| 2006 | コモンウェルスゲームズ             | メルボルン（オーストラリア）       | 800m         | 3位      | 1分58秒77 |
| 2006 | アフリカ選手権                     | バンブース（モーリシャス）         | 800m         | 2位      | 2分1秒08  |

## 自己ベスト
- 200m - 23秒86 (1994年7月20日)
- 400m - 51秒37 (1994年8月2日)
- 800m - 1分55秒19 (1994年8月17日)
- 1000m - 2分29秒34 (1995年8月25日)
- 1500m - 4分1秒50 (2002年7月12日)
- 3000m - 9分27秒37 (1991年6月8日)
- 5000m - 18分15秒1 (1990年7月18日)